# Augustonemetum
Ne doit pas être confondu avec Augusta Nemetum, actuelle Spire
Augustonemetum ou Civitas Arvernorum est le nom de la ville gallo-romaine qui se situait sur une partie de l'agglomération de la ville actuelle de Clermont-Ferrand.

## Toponymie
Augustonemetum signifie « sanctuaire d'Auguste ». La ville a donc été nommée en référence à un sanctuaire érigé à la gloire de l'empereur romain Auguste.

## Évolution de la ville antique

### Iersiècleav. J.-C.: une ville neuve

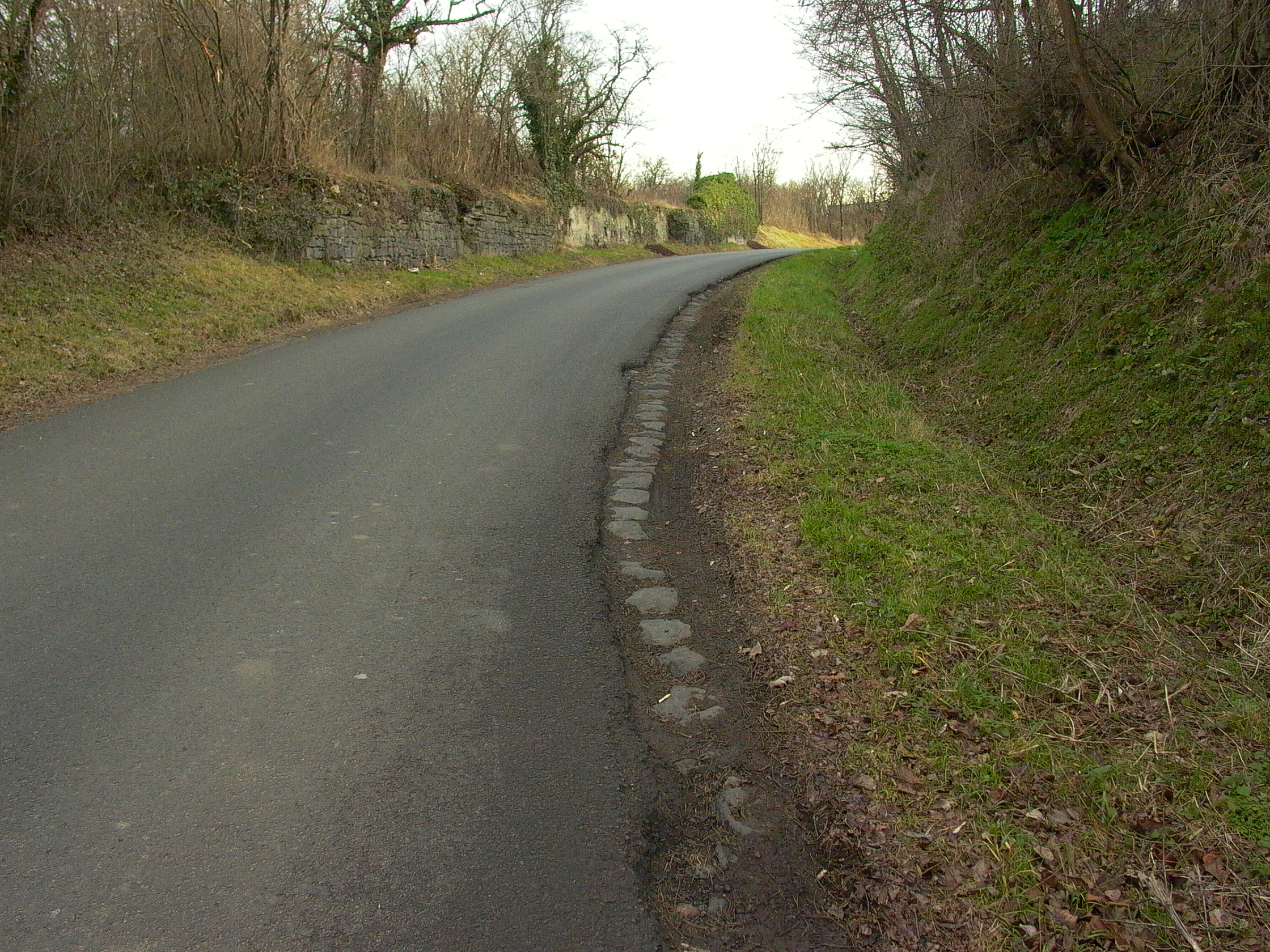
Restes de pavés à côté du goudron : présence à Mozac de l'ancienne voie romaine entre Augustonemetum et Avaricum.

Augustonemetum est une ville neuve qui aurait été créée au cours du Ier siècle av. J.-C..
Le forum de la ville romaine est placé au sommet de la butte de Clermont, à l'emplacement des actuelles cathédrale et place de la Victoire. Sa population est alors estimée au IIe siècle de 15 000 à 30 000 habitants, ce qui fait d'elle une des villes les plus peuplées de la Gaule romaine. La phase d'expansion d'Augustonemetum se termine au milieu du IIIe siècle.
Au cœur d'un réseau de voies traversant le Massif Central, Augustonemetum figure sur la table de Peutinger.

### Bas-Empire: le repli derrière des remparts
Ensuite la ville se replie fortement et se fortifie autour du forum. À partir du IVe siècle, la population n'est plus estimée qu'à environ 700 habitants,. Elle est alors entourée de cinq portes, qui existent durant tout le Moyen Âge. Les restes de la ville antérieure sont réduits à l'état de petits faubourgs comme celui de Fontgiève, voire abandonnés. Néanmoins, le tracé des cardo et decumanus maximus, ainsi que le tramage des rues romaines en découlant, a survécu partiellement jusqu'à nos jours : certaines rues et voies en sont la continuation directe, notamment en centre-ville.
Seulement deux siècles après sa création, la ville change de nom pour devenir Arvernis, du nom du peuple occupant la région.

## Organisation urbaine

### Espaces funéraires

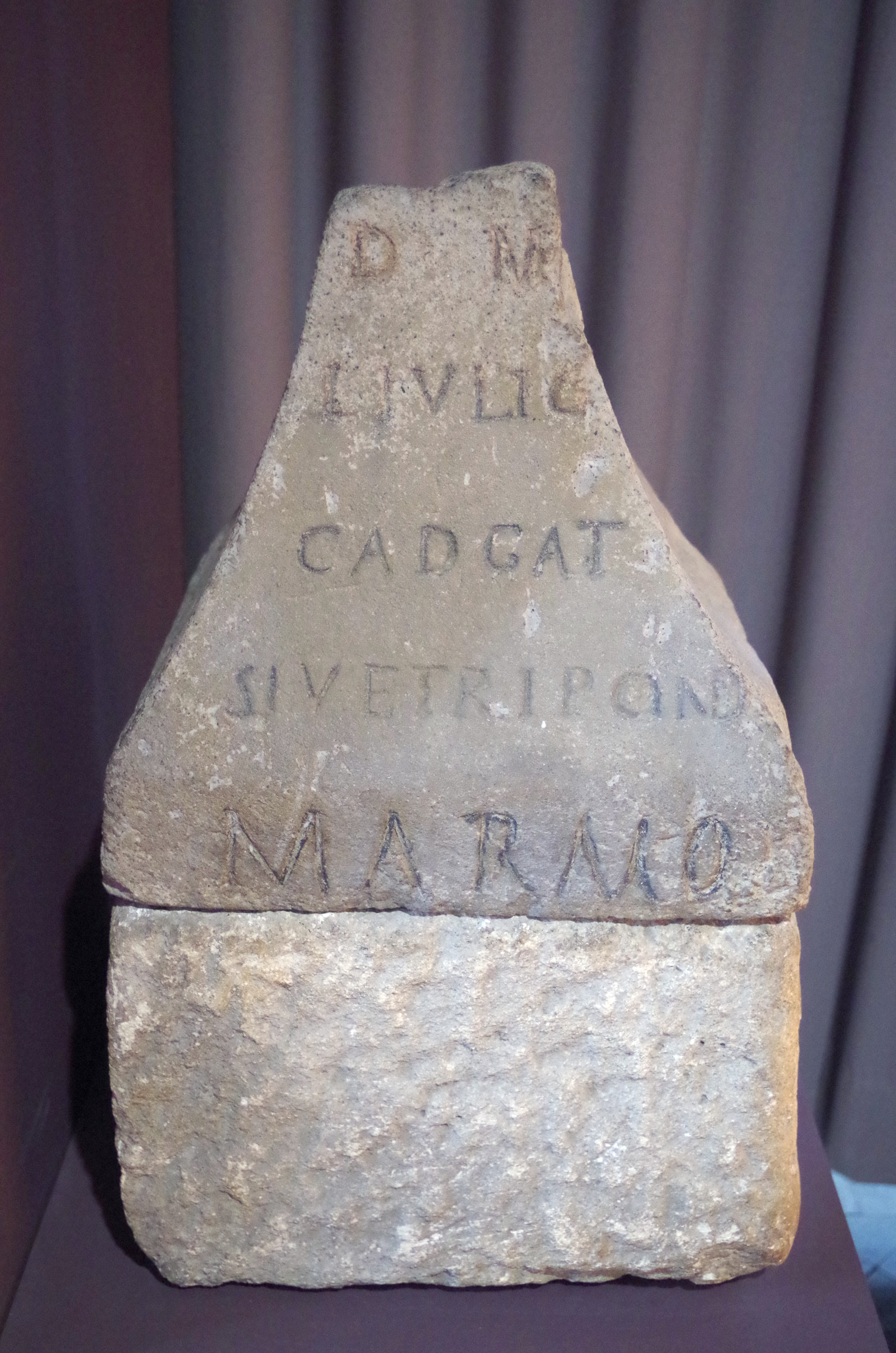
Exemple de coffre funéraire provenant de la nécropole de Vallières.
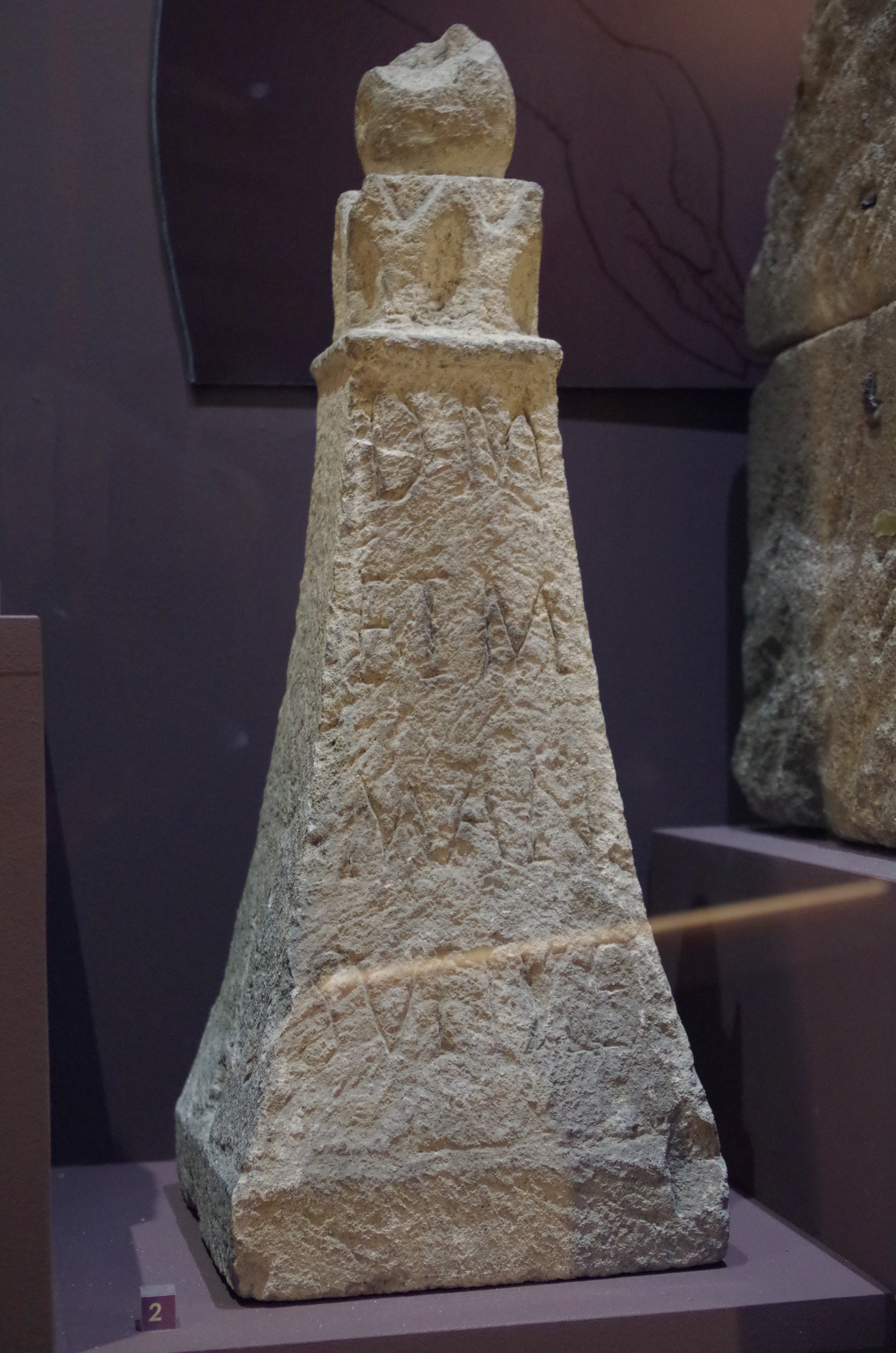
Exemple de coffre funéraire provenant de la nécropole de Vallières.
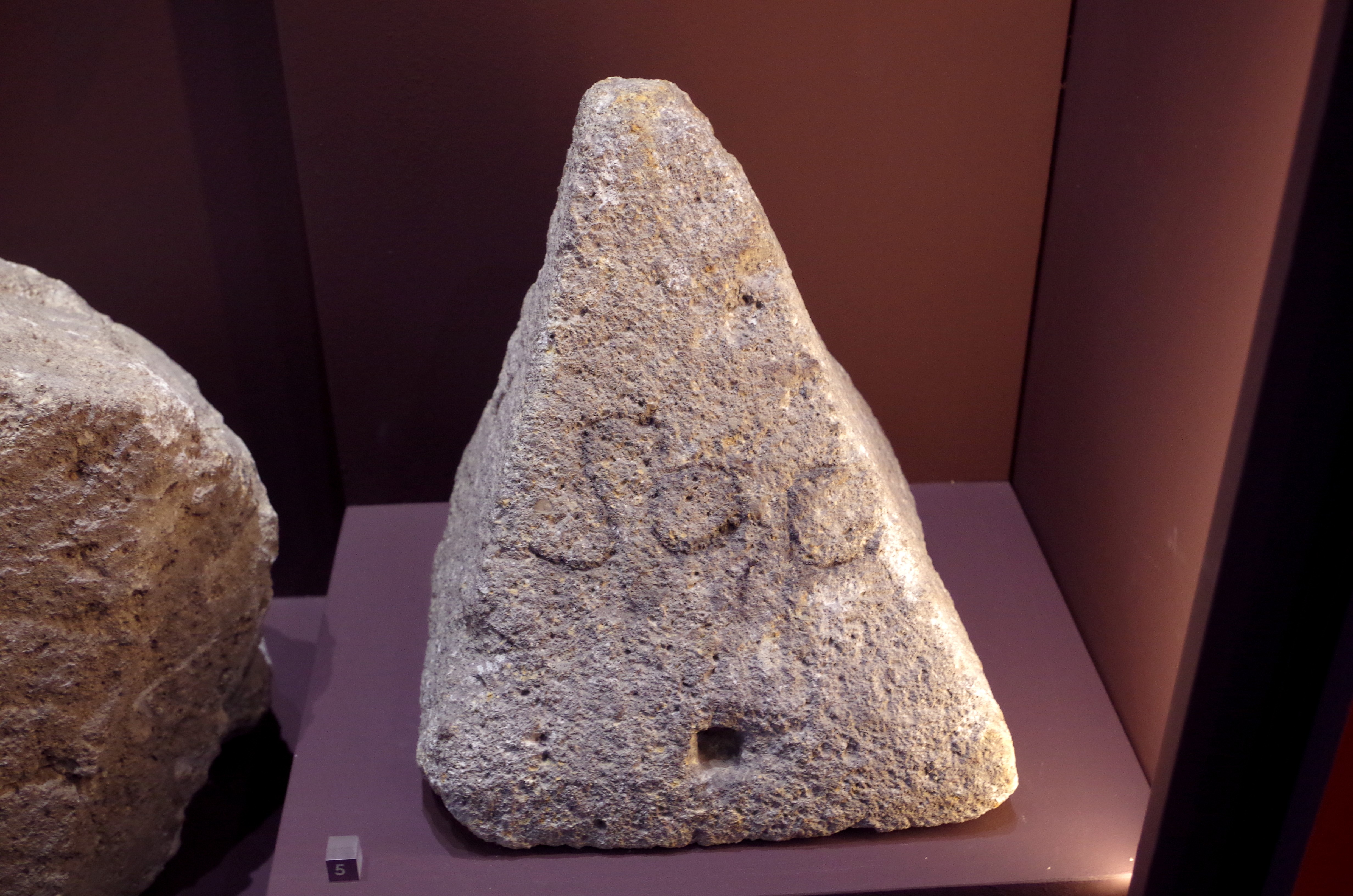
Exemple de coffre funéraire provenant de la nécropole de Vallières.

## Monuments

### Édifices de spectacle

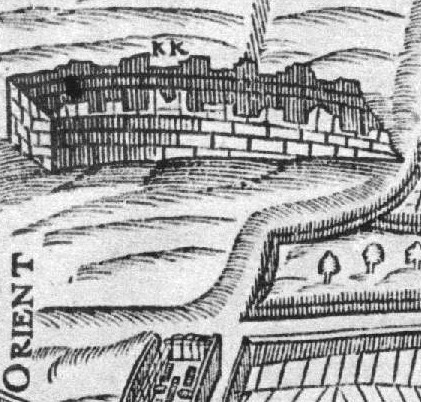
« Muraille des Sarrazins » de la gravure sur bois de François Fuzier (1575), potentiels vestiges de l'amphithéâtre de la ville antique.

À 1,5 km au sud-ouest d'Augustonemetum se trouve le puy de Montaudou où un édifice romain est décrit depuis le début du XIXe siècle du fait de la présence d'un long mur d'une cinquantaine de mètres. Diversement interprété pendant un siècle et demi, c'est au milieu du XXe siècle que Pierre-François Fournier, sur la suggestion de Jean-Jacques Hatt, formalise l'hypothèse d'un édifice de spectacle de type théâtre. Cette interprétation est confirmée à l'occasion d'une série d'opérations programmées de faible ampleur menées dans la seconde moitié des années 2000. Édifié à la fin du Ier siècle, ce théâtre se caractérise par un premier état d'un diamètre de 51 m. La construction d'un second théâtre vers la seconde moitié du IIe siècle porte son diamètre à 81 m. L'édifice n'est toutefois pas isolé sur ce point élevé qu'est le puy de Montaudou : de probables habitations et d'un potentiel temple à plan centré sont reconnus à proximité. La nature exacte de ce pôle demeure inconnue, l'hypothèse d'une agglomération secondaire indépendante de la capitale arverne ayant été formulée,,.
La position périurbaine du théâtre de Montaudou laisse présager l'existence d'un second édifice de ce type, situé dans le centre urbain de la ville antique. Aucune trace n'en a toutefois été découverte.
Une gravure sur bois de François Fuzier, publiée en 1575, représente Clermont vu depuis le nord. Du côté oriental de la ville moderne figure une « muraille des Sarrazins » sous la forme d'un imposant double mur courbe en grand appareil, en ruines, dont l'emplacement correspondrait à l'actuel lycée Jeanne-d'Arc. Les interprétations anciennes de ces vestiges les ont rattaché à d'autres édifices antiques connus, à l'image du temple de Vasso Galate. L'étude de la toponymie médiévale fait référence à « un ensemble remarquable de pierres ou de blocs taillés » qui aurait été utilisé en tant que carrière au cours du Moyen Âge, ou même plus tôt lors de la construction de Notre-Dame-du-Port. Ces éléments ont permis de soulever l'hypothèse d'un important édifice de spectacle antique correspondant à un théâtre, ou, de l'avis des archéologues, à un amphithéâtre, bien que la question ne puisse pas être tranchée. La localisation d'un tel édifice jouerait un rôle important dans la scénographie de la ville antique, s'offrant au visiteur venu de l'est et notamment de Lyon/Lugdunum. Au sein de la ville antique, son implantation le long du decumanus maximus aurait été un avantage pour faciliter l'accès et l'évacuation de l'édifice de spectacle.

### Thermes de Royat
Les vestiges d'une piscine antique sont situés dans le parc thermal de Royat, près du viaduc de chemin fer. La première piscine, laissée à jour, est située dans une salle rectangulaire dont les murs ont été consolidés à la fin du XIXe siècle par un appareil pentagonal en pierre volcanique.

### Le temple de Vasso Galate

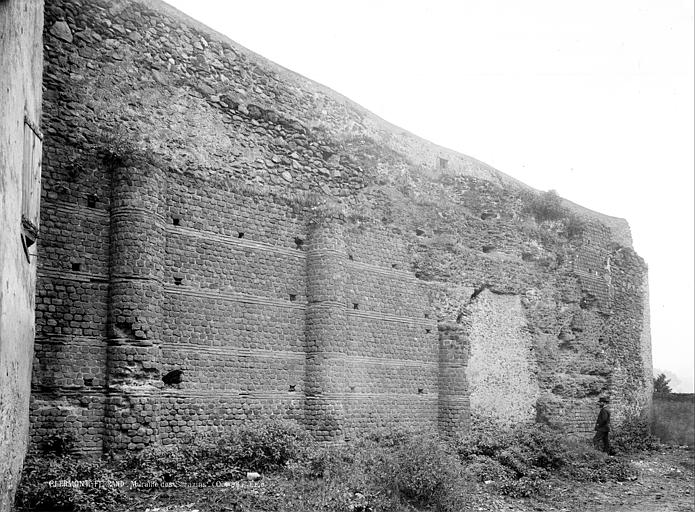
Vue du mur des Sarasins du temple de Vasso Galate en 1888.

Le temple de Vasso Galate était un temple dédié au dieu Vasso Galate, à proximité de Jaude ; ses ruines sont présentes rue Rameau sous le nom de Mur des Sarrasins.
Grégoire de Tours, dans son Histoire des Francs, parle d'un temple nommé Vasso Galate chez les Arvernes et il en donne une description succincte, sans mentionner toutefois sa localisation. Il aurait été détruit par Chrocus, roi des Alamans.
Depuis les travaux de Pierre-François Fournier, il est admis que le Vasso Galate est le temple situé rue Rameau à Clermont-Ferrand et dont les vestiges sont également nommés « mur des Sarrasins » ou « temple de Jaude ». La confusion provient en partie de l'expression Veniens vero arvernus que l'on peut traduire par « venant en Auvergne » ou « venant à Clermont », en effet, à l'époque de Grégoire de Tours, Clermont-Ferrand était nommée « Arvernis ». D'autres éléments viennent entretenir le doute. Ainsi le terme « Jaude » désignant le quartier où se trouvent les ruines clermontoises serait apparenté à « Galate » via une forme médiévale « Jalde ».

## Ville et territoire

### Périphérie
Sur le site du futur écoquartier de Trémonteix, au nord de Clermont-Ferrand, en contrebas des Côtes de Clermont, les fouilles préventives ont mis au jour en 2010-2011 des vestiges gallo-romains et médiévaux d'un grand intérêt : un sanctuaire privé composé de deux temples (fana), datant vraisemblablement du IIIe siècle, est trouvé dans un bel état de conservation ; ce sanctuaire est associé à un établissement agricole.
Au cours du IVe siècle, le site est abandonné et devient une nécropole. Au Moyen Âge, avant le XIIe siècle, un village paysan s'installe dans le vallon de Trémonteix.

### Campagnes proches
Les villae gallo-romaines situées dans le territoire proche d'Augustonemetum était nombreuses, notamment dans la plaine de la Limagne. Le marbre était un matériau très utilisé.

#### Atlas topographique
- [Dartevelle 2021a] Hélène Dartevelle (dir.), Augustonemetum. Atlas topographique de Clermont-Ferrand, Gollion, Infolio, coll. « Histoire et archéologie », 2021 (ISBN 978-2-88474-415-7). 
  - [Dartevelle 2021b] Hélène Dartevelle, « La démarche et le cadre de l’étude spatiale », dans Augustonemetum. Atlas topographique de Clermont-Ferrand, t. I, 2021, p. 17-19. .
  - [Dartevelle 2021c] Hélène Dartevelle, « Histoire de la recherche archéologique clermontoise », dans Augustonemetum. Atlas topographique de Clermont-Ferrand, t. I, 2021, p. 31-44. .
  - [Rémy et Clémençon 2021] Bernard Rémy et Bernard Clémençon, « Épigraphie et société », dans Augustonemetum. Atlas topographique de Clermont-Ferrand, t. I, 2021, p. 85-114. .
  - [Clémençon 2021] Bernard Clémençpon, « Témoignages de la vie religieuse », dans Augustonemetum. Atlas topographique de Clermont-Ferrand, t. I, 2021, p. 115-126. .
  - [Besombes 2021] Paul-André Besombes, « Échanges commerciaux et circulation monétaire », dans Augustonemetum. Atlas topographique de Clermont-Ferrand, t. I, 2021, p. 127-149. .
  - [Ballut et al. 2021] Christèle Ballut, Manon Cabanis et Charlotte Larue, « Géographie et paysage », dans Augustonemetum. Atlas topographique de Clermont-Ferrand, t. I, 2021, p. 167-174. .
  - [Hallavant et Cabanis 2021] Charlotte Hallavant et Manon Cabanis, « Consommation végétale », dans Augustonemetum. Atlas topographique de Clermont-Ferrand, t. I, 2021, p. 175-183. .
  - [Mennessier-Jouannet 2021] Christine Mennessier-Jouannet, « Processus d’urbanisation chez les Arvernes. Le cas d’Augustonemetum », dans Augustonemetum. Atlas topographique de Clermont-Ferrand, t. I, 2021, p. 185-196. .
  - [Vallat 2021] Pierre Vallat, « Les campagnes aux abords de la capitale », dans Augustonemetum. Atlas topographique de Clermont-Ferrand, t. I, 2021, p. 197-214. .
  - [Le Barrier 2021] Christian Le Barrier, « Enceinte urbaine », dans Augustonemetum. Atlas topographique de Clermont-Ferrand, t. II, 2021, p. 273-278. .
  - [Dartevelle et Le Barrier 2021a] Hélène Dartevelle et Christian Le Barrier, « Urbanisme et voirie », dans Augustonemetum. Atlas topographique de Clermont-Ferrand, t. II, 2021, p. 279-303. .
  - [Dartevelle et Le Barrier 2021b] Hélène Dartevelle et Christian Le Barrier, « L'eau dans la ville », dans Augustonemetum. Atlas topographique de Clermont-Ferrand, t. II, 2021, p. 305326. .
  - [Alfonso et al. 2021] Guy Alfonso, Hélène Dartevelle et Christian Le Barrier, « Monuments publics », dans Augustonemetum. Atlas topographique de Clermont-Ferrand, t. II, 2021, p. 327-366. .
  - [Alfonso 2021] Guy Alfonso, « L'habitat urbain et périurbain », dans Augustonemetum. Atlas topographique de Clermont-Ferrand, t. II, 2021, p. 381-403. .
  - [Wittmann 2021a] Alain Wittmann, « Artisanat et commerce », dans Augustonemetum. Atlas topographique de Clermont-Ferrand, t. II, 2021, p. 405-416. .
  - [Wittmann 2021b] Alain Wittmann, « Espace funéraires », dans Augustonemetum. Atlas topographique de Clermont-Ferrand, t. II, 2021, p. 417-441. .
  - [Chevalier et al. 2021] Pascale Chevalier, Fabrice Gauthier et Emmanuel Grélois, « Après Augustonemetum », dans Augustonemetum. Atlas topographique de Clermont-Ferrand, t. II, 2021, p. 443-453. .
  - [Dartevelle 2021d] Hélène Dartevelle, « Augustonemetum, genèse et évolution d'une capitale », dans Augustonemetum. Atlas topographique de Clermont-Ferrand, t. II, 2021, p. 465-493. .

#### Généralités
- [Baret 2022] Florian Baret, Origines de la ville dans le Massif Central. Les agglomérations antiques, Tours, Presses Universitaires François-Rabelais, coll. « Villes et Territoires », 2022 (ISBN 978-2-86906-804-9)
- [Desforges et al. 1970] Émile Desforges, Pierre-François Fournier, Jean-Jacques Hatt et Franck Imberdis, Nouvelles Recherches sur les Origines de Clermont-Ferrand, Clermont-Ferrand, Institut d'études du Massif central, coll. « Publications de l'Institut d'Études du Massif Central » (no V), 1970 (BNF 35290022)
- [Provost & Mennessier-Jouannet 1994] Michel Provost et Christine Mennessier-Jouannet, Clermont-Ferrand, Paris, Académie des inscriptions et belles-lettres, coll. « Carte archéologique de la Gaule » (no 63/1), 1994, 290 p. (ISBN 978-2-87754-030-8)
- [Trément 2002] Frédéric Trément, « La cité arverne à l'époque romaine », dans Daniel Martin, L'identité de l'Auvergne, Nonette, Créer, 2002 (ISBN 2-909797-70-8, lire en ligne), p. 194-217

#### Publications spécialisées
- [Ollivier, Martinez & Blondel 2022] Julien Ollivier, Damien Martinez et François Blondel, « Indésirables mais utiles : la gestion des eaux en périphérie d’Augustonemetum/Clermont-Ferrand. Les sites de la rue Fontgiève et de l’ancienne gare routière (fin du Ier s.-IVe s. apr. J.-C.) », Revue archéologique de Narbonnaise, nos 54-55,‎ 2022, p. 183-200
- [Dartevelle, Mennessier-Jouannet & Arbaret 2009] Hélène Dartevelle, Christine Mennessier-Jouannet et Nathalie Arbaret, « La capitale des Arvernes, une histoire en boucle », dans Olivier Buchsenschutz et alii, L'Âge du Fer dans la boucle de la Loire. Les Gaulois sont dans la ville, Paris-Tours, Association Française pour l'Étude de l'Âge du Fer, coll. « Revue archéologique du Centre de la France - Suppléments » (no 35), 2009 (lire en ligne), p. 293-315
- [Dousteyssier, Segard & Trément 2004] Bertrand Dousteyssier, Maxence Segard et Frédéric Trément, « Les villae gallo-romaines dans le territoire proche d’Augustonemetum – Clermont-Ferrand », Revue archéologique du centre de la France, t. 43,‎ 2004, p. 115-147 (ISSN 1951-6207, lire en ligne, consulté le 28 novembre 2017)
- [Grélois & Chambon 2008] Emmanuel Grélois et Jean-Pierre Chambon, Les noms de lieux antiques et tardo-antiques d'Augustonemetum-Clermont-Ferrand, Strasbourg, Société de Linguistique Romane, coll. « Bibliothèque de linguistique romane » (no 4), 2008 (ISBN 2-9518355-2-3)
- [Martinez 2021] Damien Martinez (dir.), Un quartier de frange urbaine en milieu humide (IIe – XVe siècle) : les fouilles de la rue Fontgiève à Clermont-Ferrand (Puy-de-Dôme), Lyon, Association lyonnaise pour la promotion de l'archéologie en Rhône-Alpes et en Auvergne, coll. « Documents d'archéologie en Rhône-Alpes et en Auvergne » (no 51), 2021 (ISBN 978-2-916125-16-9)
- [Martinez et Ollivier 2021] Damien Martinez et Julien Ollivier, « Des moulins hydrauliques en périphérie d’Augustonemetum/Clermont-Ferrand, Puy-de-Dôme (IIe-IIIe s. ap. J.-C.) », Revue archéologique du Centre de la France, vol. 57,‎ 2018 (ISSN 0220-6617, lire en ligne, consulté le 31 juillet 2024).
- [Ollivier et al. 2016] Julien Ollivier et al., « Les maisons du Haut-Empire de la rue de l’Oratoire à Augustonemetum / Clermont-Ferrand (Puy-de-Dôme) », Revue archéologique du centre de la France, t. 55,‎ 2016 (ISSN 1951-6207, lire en ligne, consulté le 28 novembre 2017)